# Gaïa (prénom)
Pour les articles homonymes, voir Gaïa (homonymie).
Gaïa est un prénom féminin qui peut être fêté le 22 avril avec Caïus ou le 22 septembre avec Gaïane. 
Prénom de la déesse de la terre grecque antique qui engendra toute forme de vie.